# Boose järv
Boose järv är en sjö i Estland.   Den ligger i landskapet Võrumaa, i den södra delen av landet, 200 km sydost om huvudstaden Tallinn. Boose järv ligger 73 meter över havet. I omgivningarna runt Boose järv växer i huvudsak blandskog.
Följande samhällen ligger vid Boose järv:
- Kobela (468 invånare)